# Anisia congerens
Anisia congerens är en tvåvingeart som beskrevs av Wulp 1890. Anisia congerens ingår i släktet Anisia och familjen parasitflugor. Inga underarter finns listade i Catalogue of Life.